# Biserica de lemn din Budurăști

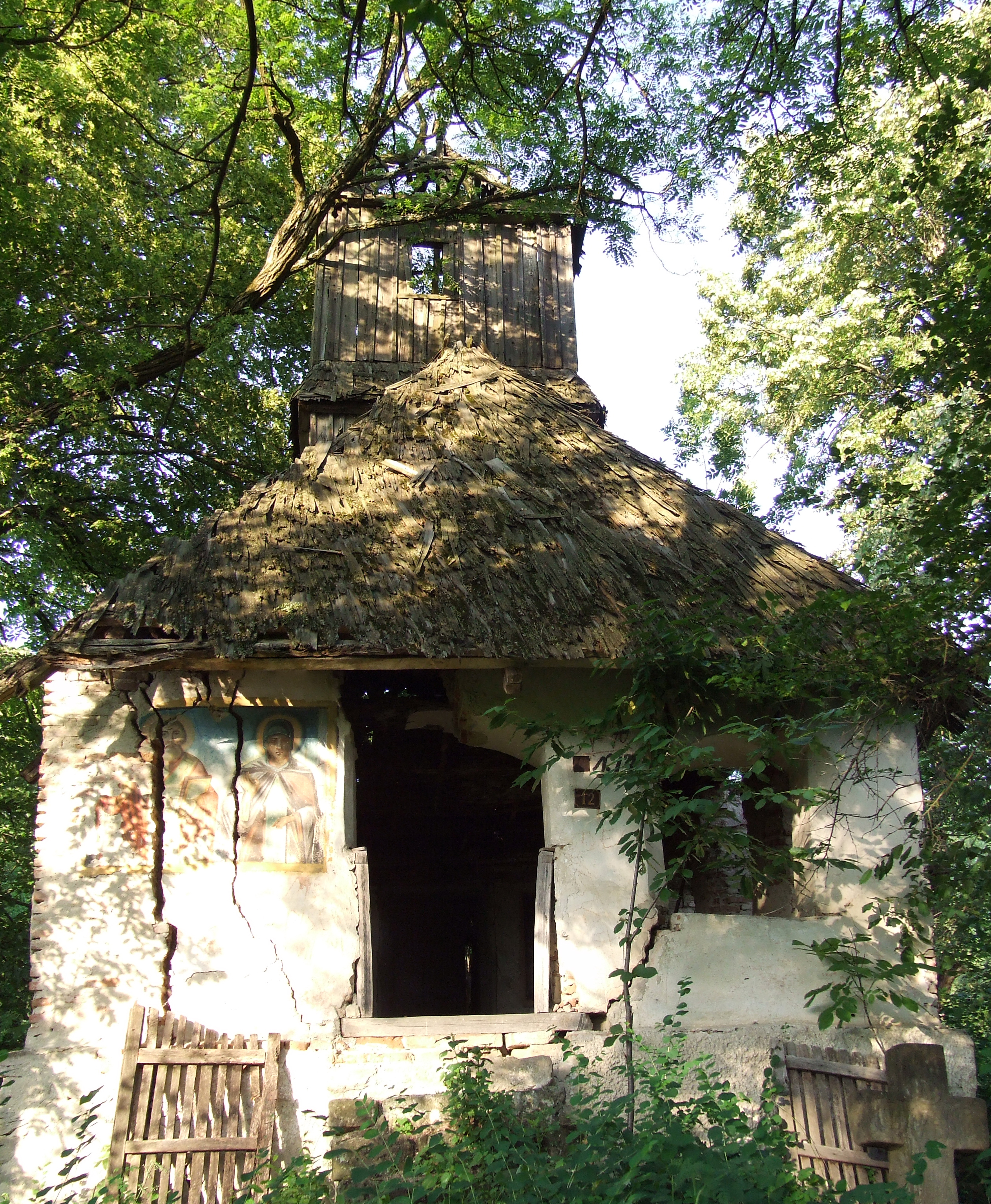
Biserica de lemn din Budurăşti, foto: 2009

Absida altarului la biserica de lemn din Budurăşti, foto: 2009

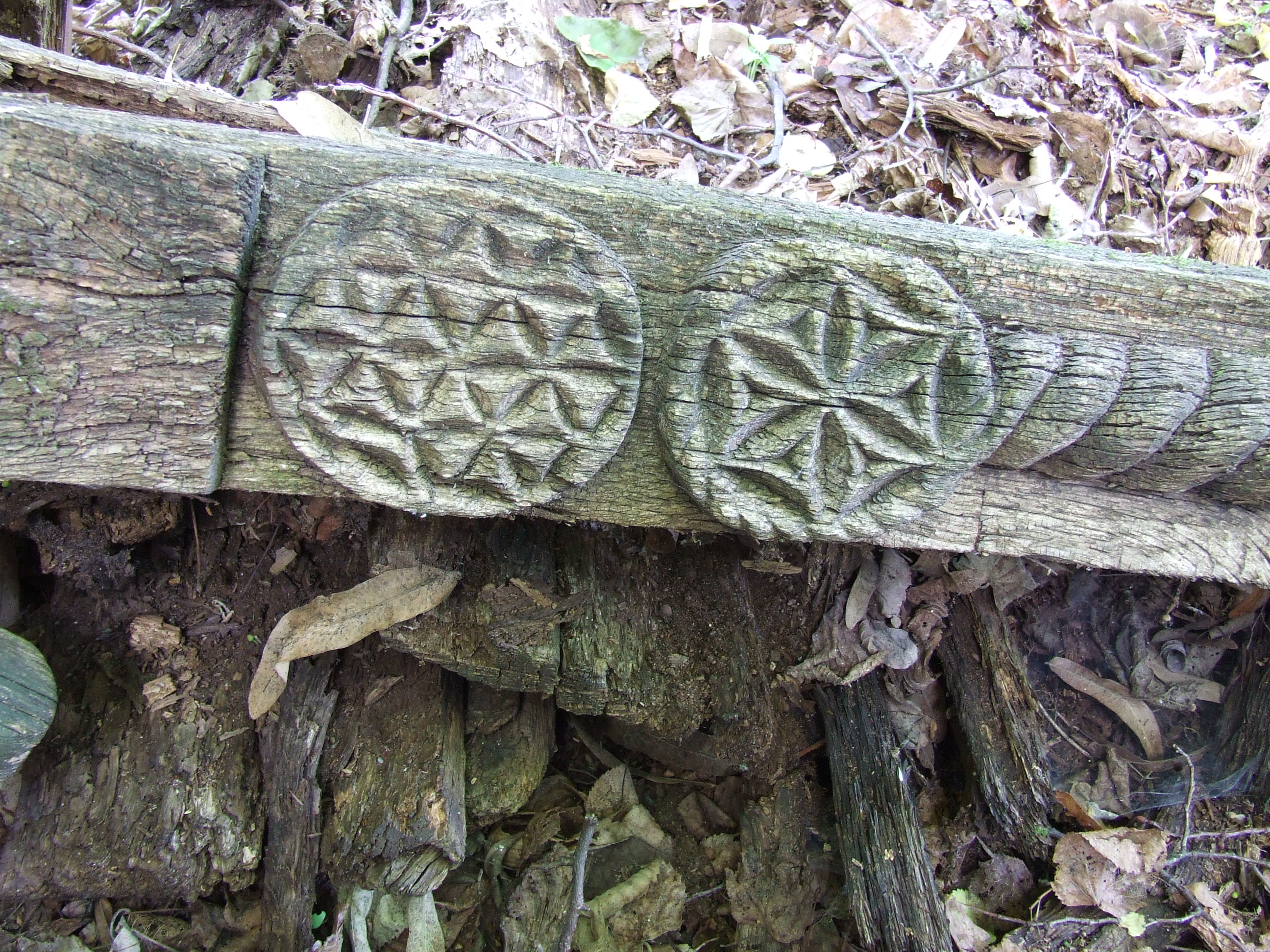
Motive sculptate în grinda tirant din naos. Foto: 2009

Biserica de lemn din Budurăști se află într-o stare avansată de ruină în localitatea Budurăști, județul Vâlcea. Biserica a fost ridicată în anii 1755-56 și poartă hramul "Cuvioasa Paraschiva". Se distinge prin pisania cu numele ctitorilor și a meșterului, numeroase inscripții, sculpturi decorative în grinda tirant și la console, precum și prin imaginea învățătorului pictat în portul local de epocă. Biserica este înscrisă pe noua listă a monumentelor istorice, LMI 2004:  VL-II-m-B-09691. Starea ei de conservare cere intervenții urgente de salvare.

## Istoric
Momentul ridicării bisericii a fost însemnat peste intrarea în naos, în anul vechii ere bizantine 7264, adică 1755-56 de la nașterea lui Cristos, după cum consemnează textul pisaniei: „Cu ajutorul lui Dumnezău sau zidit din temelia sa această sfă[n]tă beser[e]că din îndemnaria părintelui Clemnte monah. Au ajutat cu ce au putut iar mai mult ostenială Ianea tâmplariul cu meșterul lemnului pre cum să vede cu împreun[ă] cu toți săteani[i] budurăști Ion Dima, Mihai Grigore, Ion Gheorghe Răducan și sau zidit în hramul preapodomni Paraschive pentru ca să fie vecinica pome[ni]re leat 7264 i pisa Radu Dan”. Pisania, redactată cu slovă frumoasă incizată în lemnul portalului, cuprinde date prețioase despre ctitori, îndemnător și nu mai puțin despre meșterul acestei biserici. Altfel decât în zilele noastre, biserica aceasta a fost în vremea ei o adevărată bijuterie pe plaiurile Vâlcene, spre mândria tuturor celor implicați și în recunoștința celor ce s-au rugat în ea.
Pe peretele de sud apare zgâriat anul 1794, al cărui semnificație nu o cunoaștem dar care poate indica momentul unei necesare acțiuni de întreținere. Demnă de consemnat este crucea de piatră din fața bisericii pe care se pot citii următoarele date: „Ridicatusau această sfăntă cruce de robu lui D[u]mnezeu Dima Tănase, ereu Grigore, Nicolae erodiacu 1832”.
Pridvorul de zid, care stă să cadă peste cimitir, este adaus în decursul secolului 19, poate chiar în 1855, an scobit în peretele de miazăzi împreună cu însemnarea: „1855 mai 15, sau lucrat din pod la deal iar sfârșit ...”. Odată cu ridicarea pridvorului au fost probabil tencuiți și pictați pereții exteriori, în încercarea de a imita o biserică de zid. Din pictura exterioară se distinge tabloul învățătorului de pe peretele sudic al altarului cu indicarea scrisă în litere latinești: „Costantin fiu lui Radu ... învățător”. Un an care sugerează alte lucrări de renovare, probabil la acoperiș, apare pe lețul streașinei peste intrare: „1880 decemvrie 16”.

## Imagini

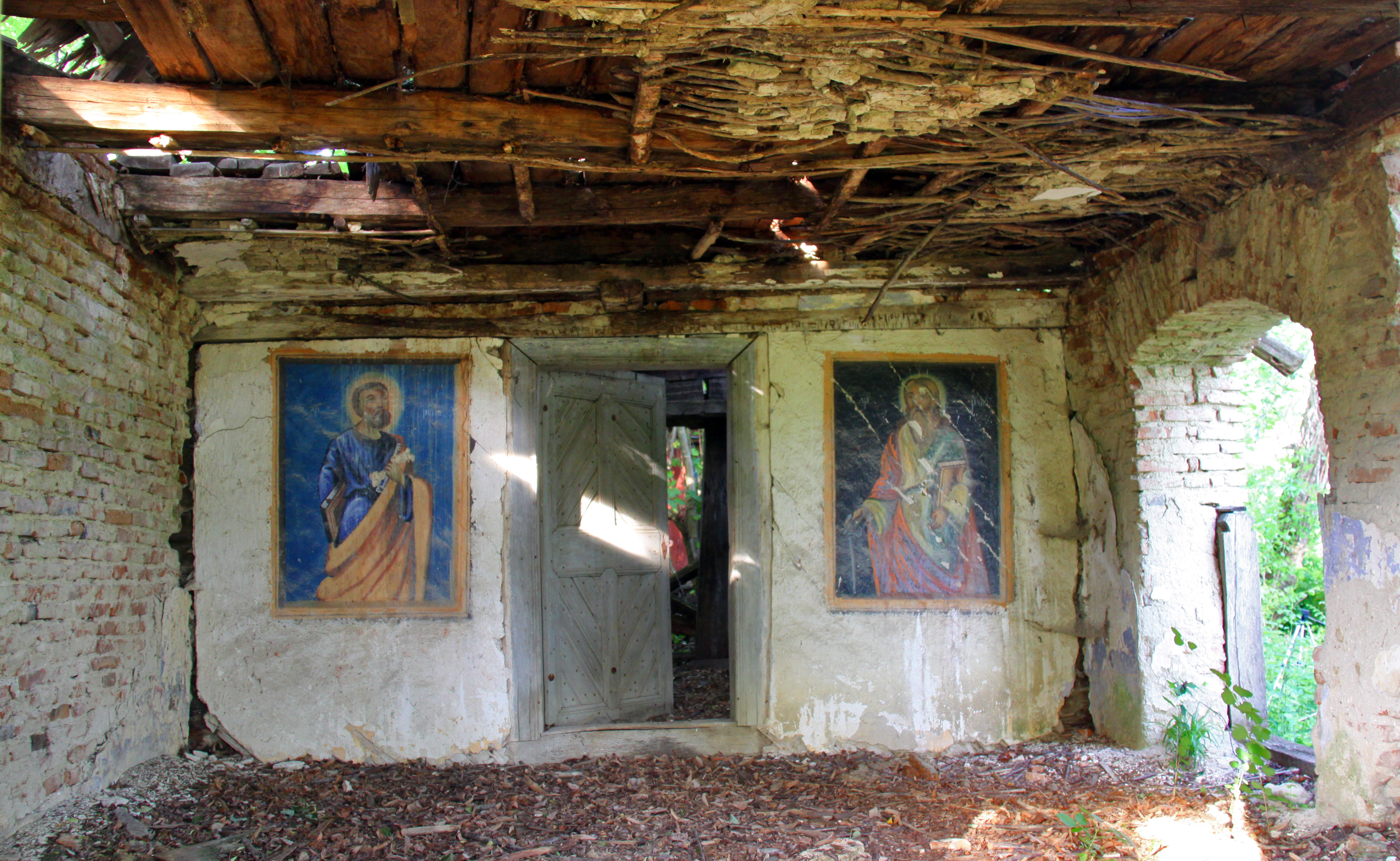
pridvorul, intrare în biserică
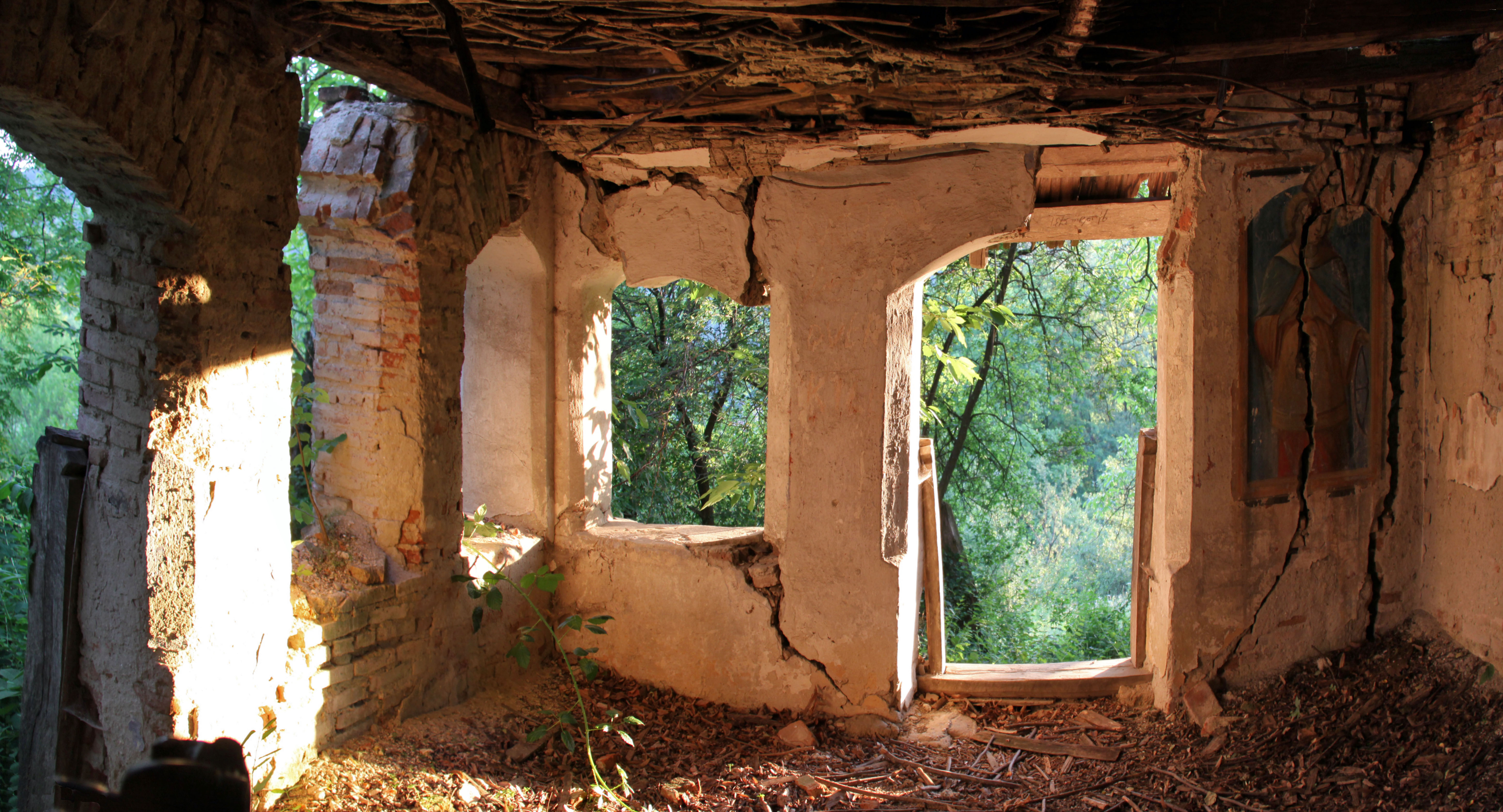
pridvorul, intrare în pridvor
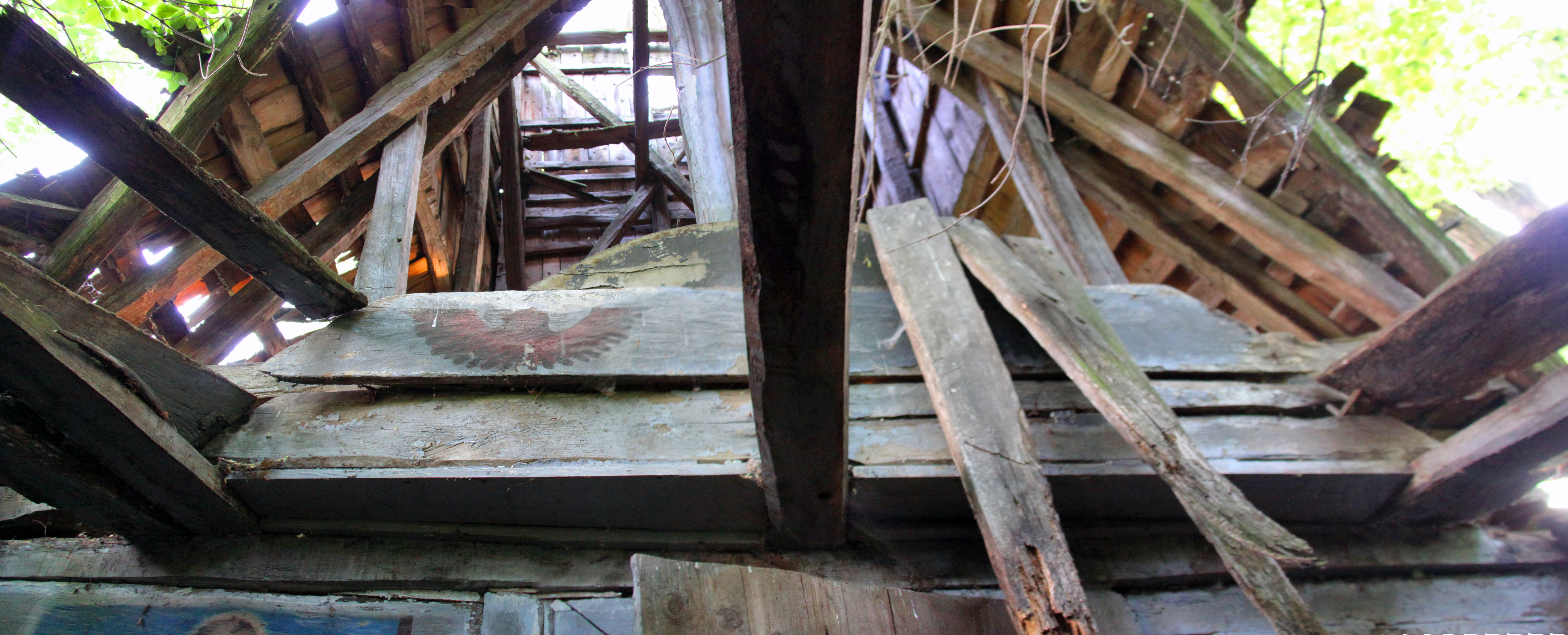
turnul văzut din tindă
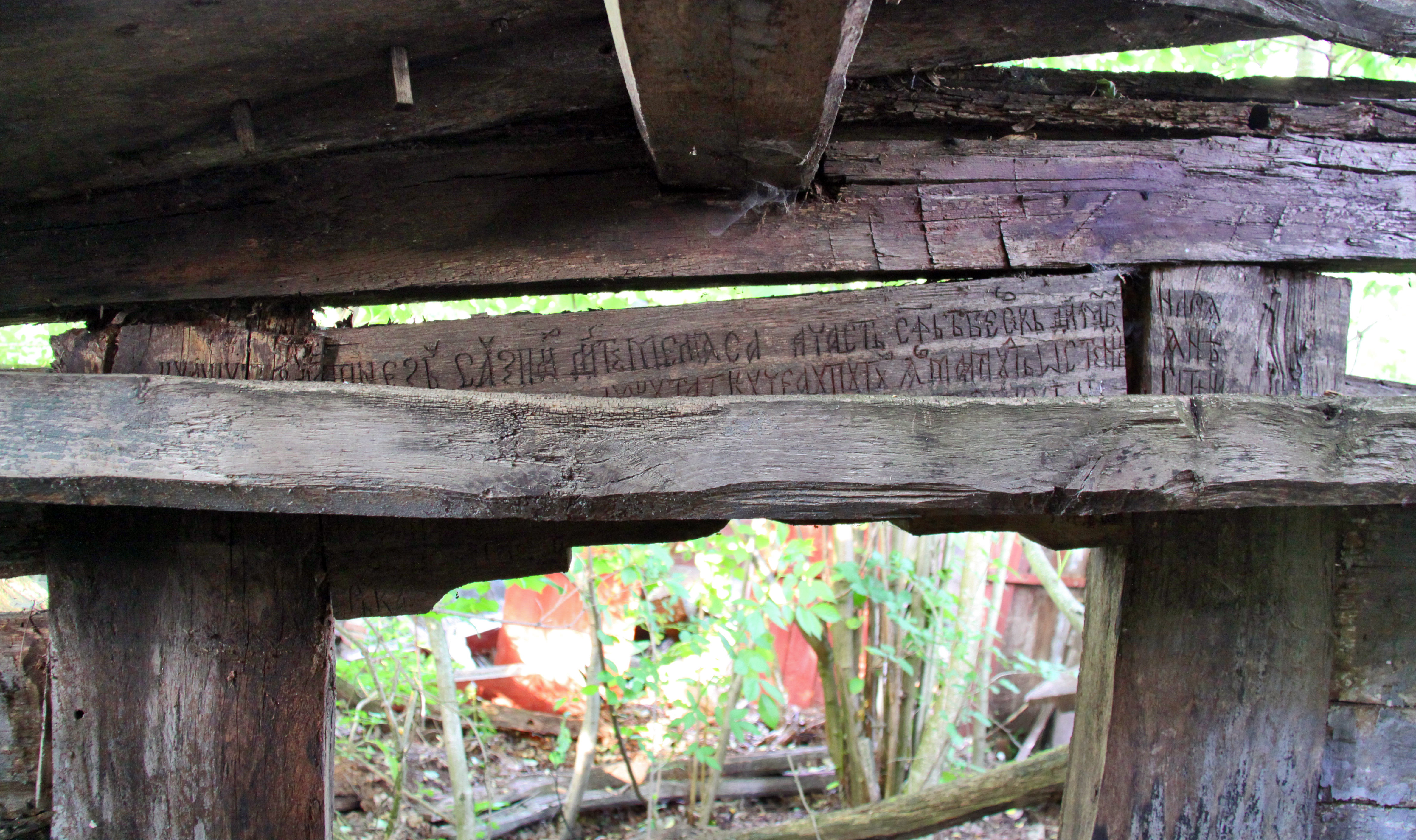
pisania
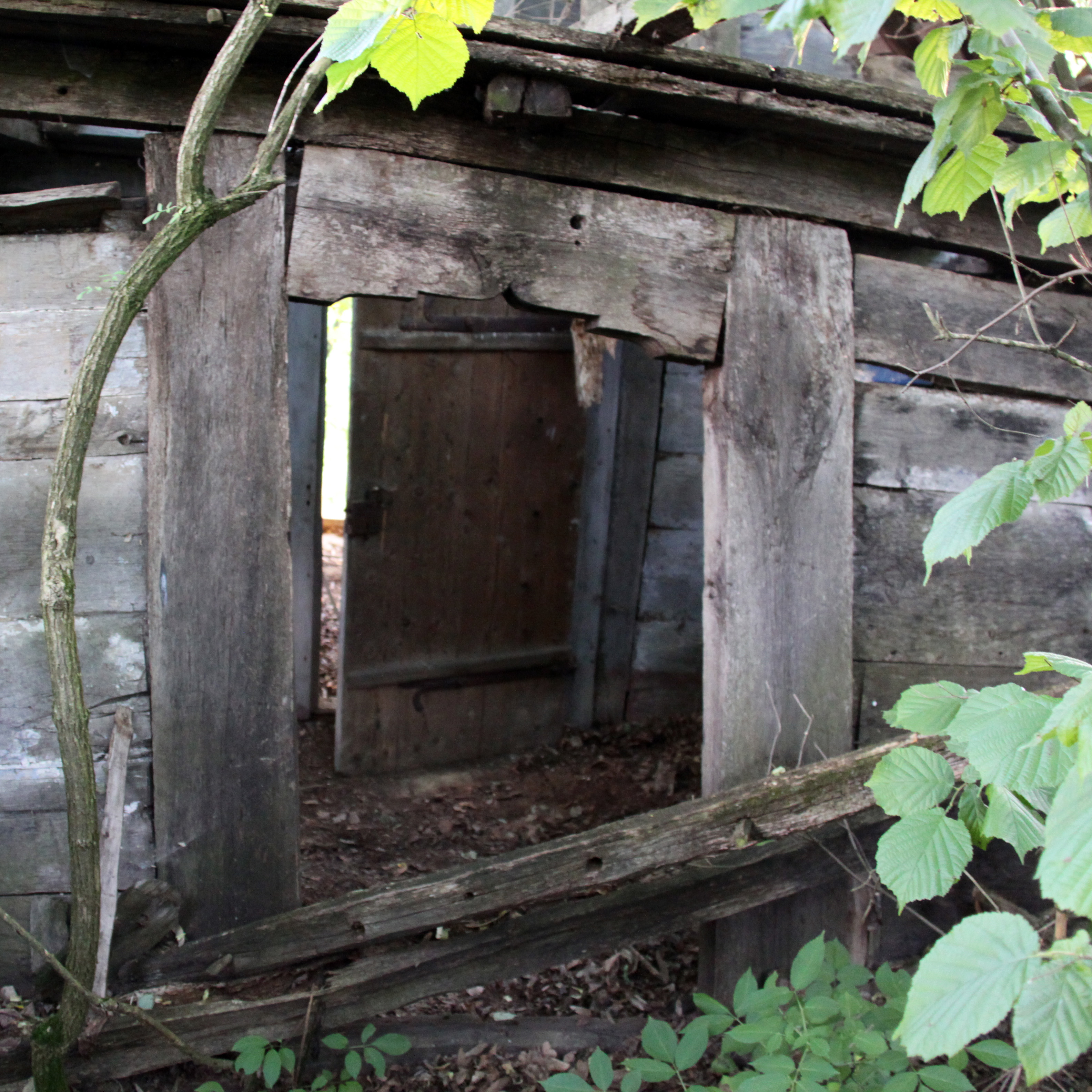
naos, intrarea
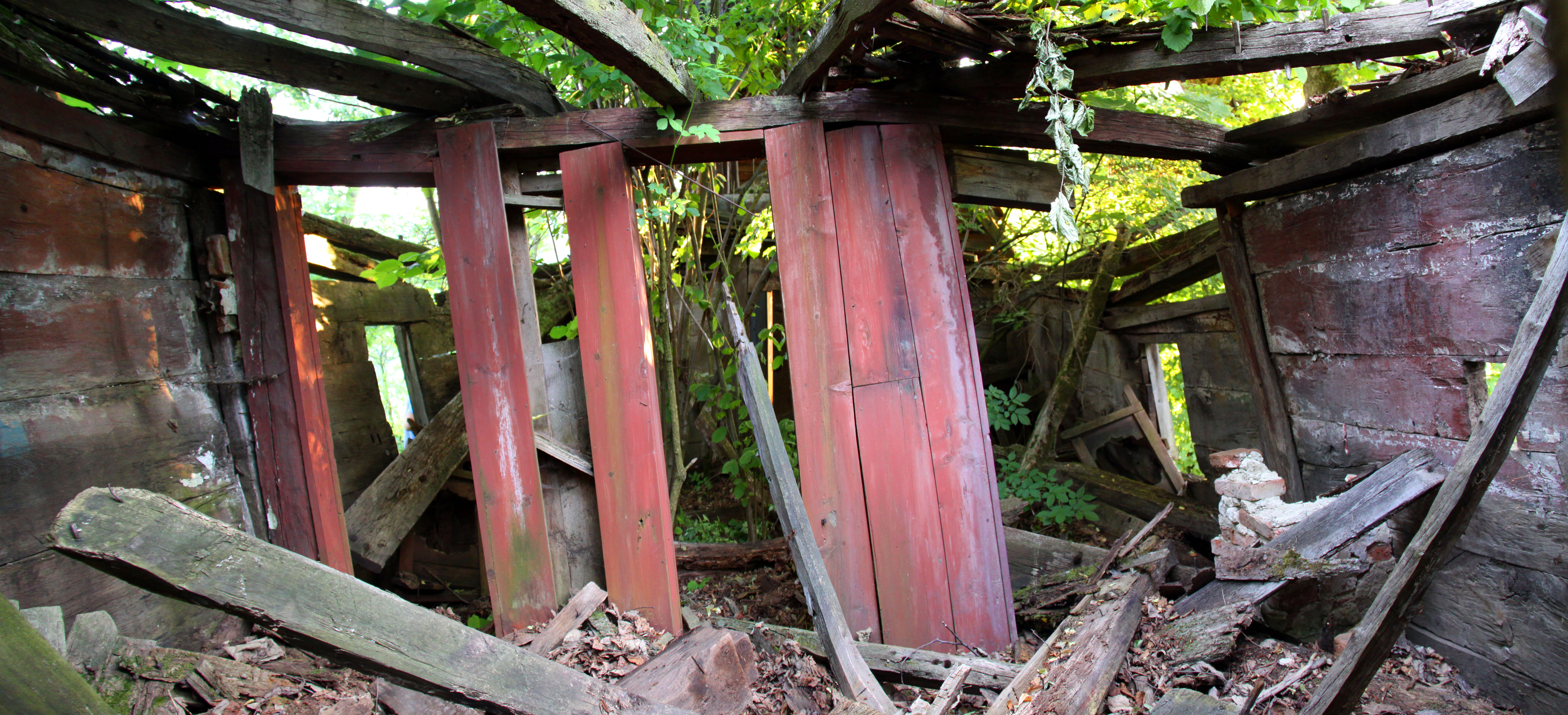
altar, spre naos
altar, interior
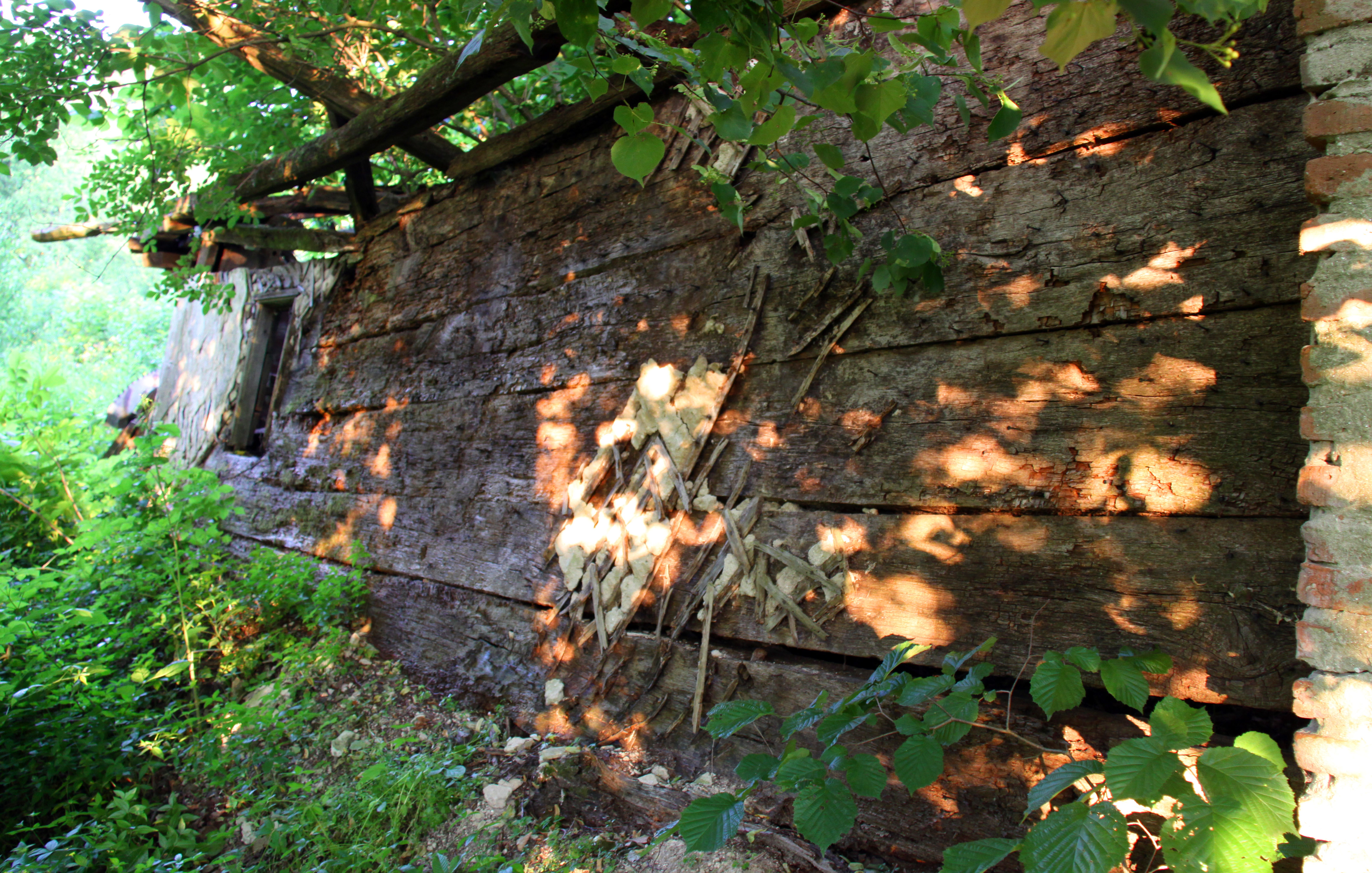
latura de nord
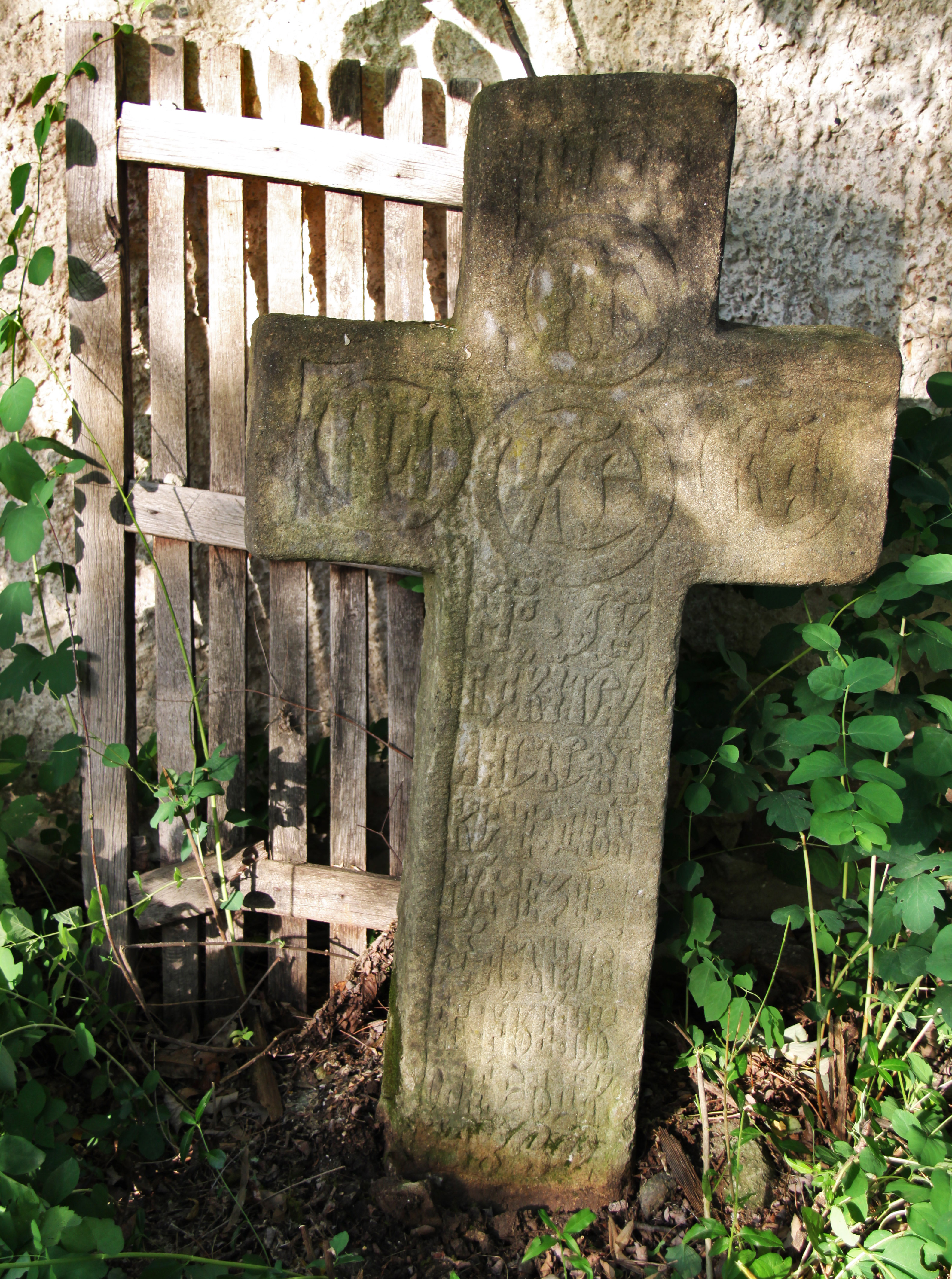
cruce de piatră
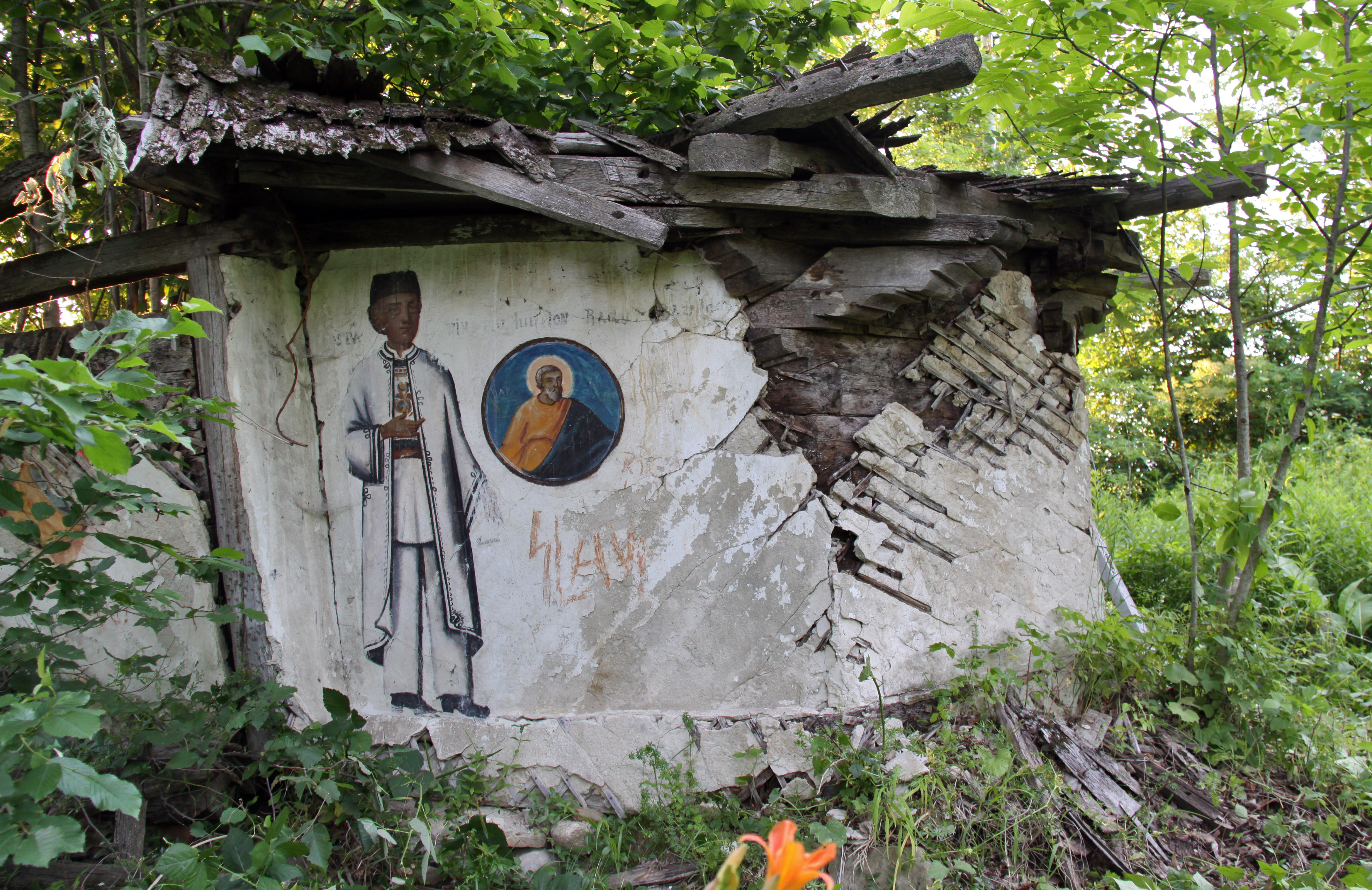
pictură exterioară
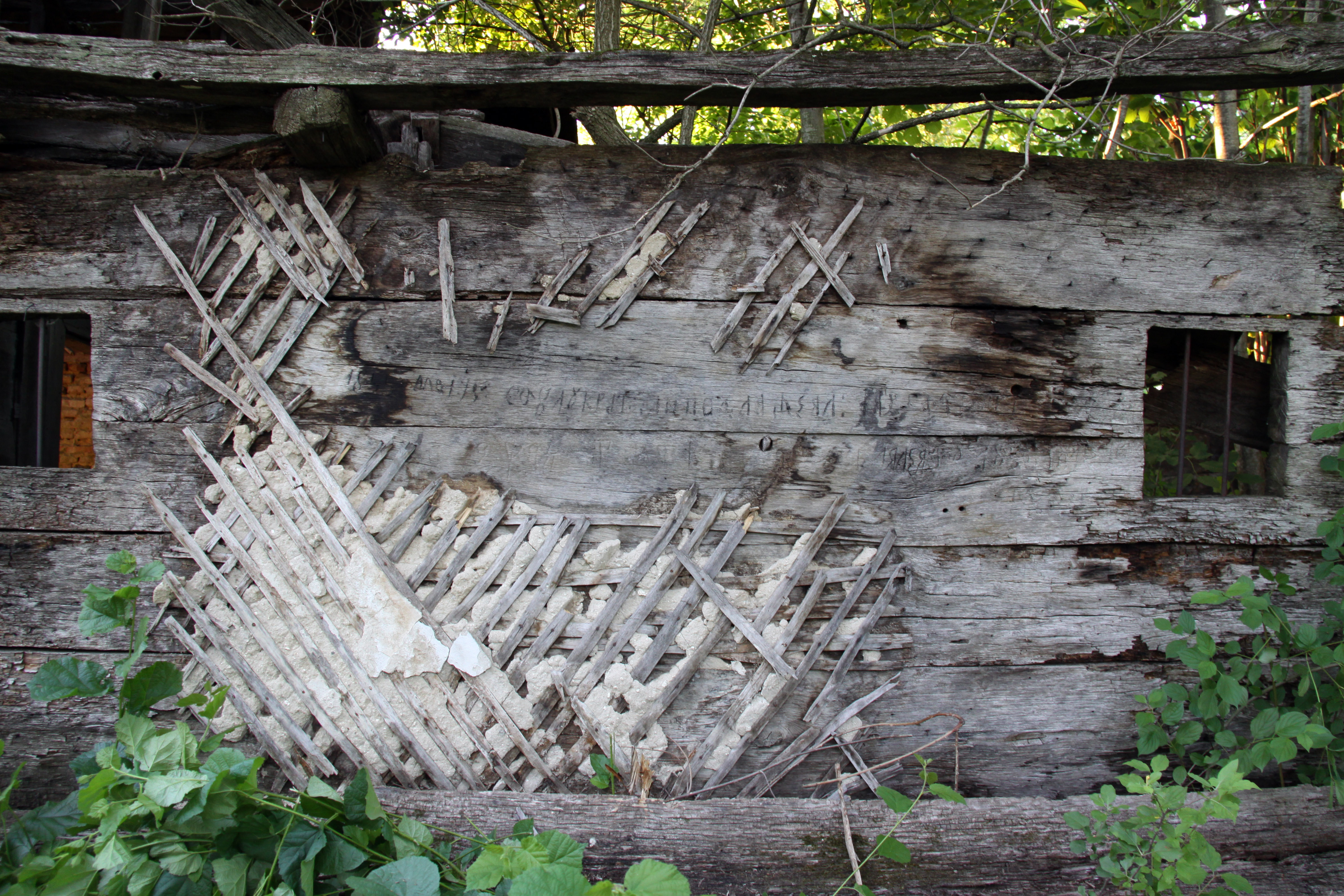
inscripții spre sud